# Pericle il nero

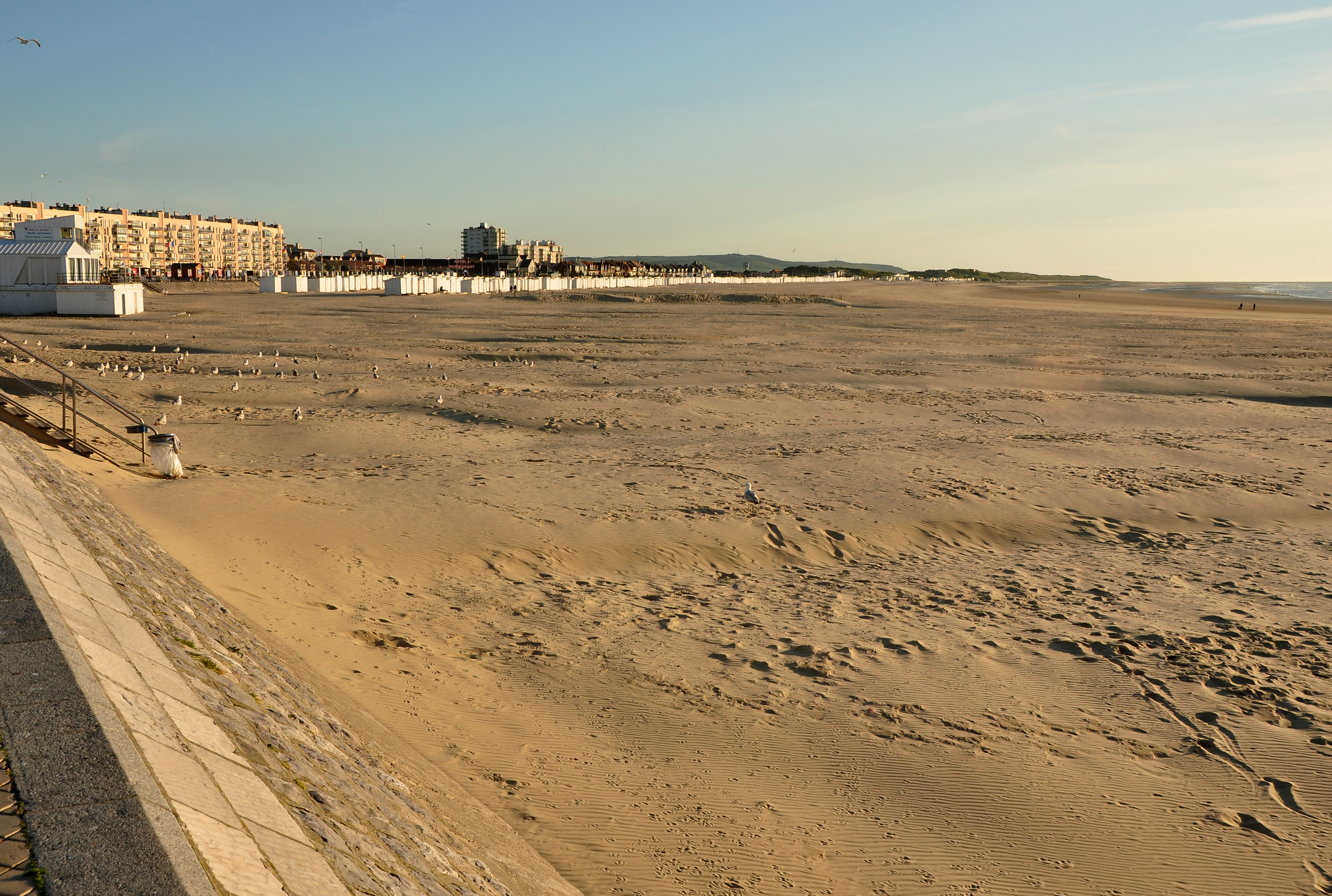

Pour plus de détails, voir Fiche technique et Distribution.
Pericle il nero est un film franco-italo-belge réalisé par Stefano Mordini en 2016, avec Riccardo Scamarcio et Marina Foïs dans les rôles principaux. Il s'agit d'une adaptation du roman policier Périclès le Noir (Pericle il nero) de l'écrivain italien Giuseppe Ferrandino.

## Synopsis
Périclès (Riccardo Scamarcio) travaille pour la Mafia italienne. En mission à Liège, il commet une erreur et doit fuir.

## Fiche technique
- Titre original : Pericle il nero
- Réalisation : Stefano Mordini
- Scénario : Francesca Marciano, Stefano Mordini et Valia Santella d'après le roman Périclès le Noir (Pericle il nero) de Giuseppe Ferrandino
- Photographie : Matteo Cocco
- Décors : Amanda Petrella et Igor Gabriel
- Montage : Jacopo Quadri (it)
- Costumes : Antonella Cannarozzi
- Musique : Peter von Poehl
- Société de production : Les Films du Fleuve, Buena Onda, Les Productions du trésor, Rai cinéma
- Directeur de production : Valeria Golino, Philippe Logie et Riccardo Scamarcio
- Pays de production :  Italie,  France,  Belgique
- Format : couleur
- Genre : drame
- Durée : 104 minutes
- Dates de sortie :
  - Italie : 12 mai 2016
  - France : 19 mai 2016

## Distribution
- Riccardo Scamarcio : Périclès
- Marina Foïs : Anastasia
- Nissim Renard : Vincent
- Gigio Morra (it) : Don Luigi
- Valentina Acca : Anna
- Maria Luisa Santella (it)
- Eduardo Scarpetta
- Lucia Ragni

## Autour du film
- Ce film a notamment été tourné en France à Calais et en Belgique à Liège dans le quartier d’ Ougrée qui jouxte le haut fourneau numéro 6 de l’usine Cockerill-Sambre.
- Il s'agit d'une adaptation du polar Périclès le Noir (Pericle il nero) de l'écrivain italien Giuseppe Ferrandino. Ce titre a été traduit en France dans la collection Série noire en 1995.
- Ce film est présenté lors du festival de Cannes 2016 dans la sélection Un certain regard.